# 원성 대안리 느티나무
원성 대안리 느티나무(原城 大安里 느티나무)는 대한민국 강원특별자치도 원주시에 있는 천연기념물이다.

## 갤러리
- 느티나무와 마을을 함께
- 느티나무를 담은 모습